# Медаль «20 років Астані»
Ювілейна медаль «20 років Астані» (каз. «20 жыл Астана») — державна нагорода Республіки Казахстан, заснована відповідно до Указу Президента Республіки Казахстан Нурсултана Назарбаєва від 17 квітня 2018 року в ознаменування 20-річчя перенесення столиці.

## Положення про медаль
1. Ювілейною медаллю нагороджуються громадяни Республіки Казахстан та іноземні громадяни, які зробили значний внесок у становлення та розвиток Республіки Казахстан та її столиці.
2. Подання до нагородження ювілейною медаллю вносяться Президенту Республіки Казахстан головами палат Парламенту, Урядом, Конституційною Радою, Верховним Судом, міністерствами, іншими центральними державними органами Республіки Казахстан, акімами міст Астани та Алмати, областей, громадськими об'єднаннями.
3. Ювілейна медаль вручається Президентом Республіки Казахстан, а також від імені та за дорученням Президента Республіки Казахстан її можуть вручати: Державний секретар Республіки Казахстан; голови палат Парламенту Республіки Казахстан; члени Уряду Республіки Казахстан; акими міст Астани та Алмати, областей; інші посадові особи.
4. Вручення ювілейної медалі проводиться в урочистій обстановці, голосно та вручається нагородженому особисто. Перед врученням оголошується Указ Президента Республіки Казахстан про нагородження.
5. Кожному нагородженому одночасно із врученням ювілейної медалі видається відповідне посвідчення.
6. Про зроблене вручення ювілейної медалі складається протокол встановленої форми, який скріплюється підписом особи, печаткою органу, який вручає, і направляється до Адміністрації Президента Республіки Казахстан.
7. Ювілейна медаль носиться на лівій стороні грудей, за наявності державних нагород Республіки Казахстан вона розташовується після них.
8. Облік вироблених нагороджень, і навіть звітність про перебіг вручення ювілейних медалей ведуться Адміністрацією Президента Республіки Казахстан.

## Опис медалі
Ювілейна медаль складається із знака та колодки. Знак ювілейної медалі є правильним колом діаметром 34 мм, виконаним з латуні жовтого кольору.
На лицьовій стороні (аверсі) ювілейної медалі всередині кола діаметром 25 мм розміщено зображення знакових будівель Астани: на першому плані в центрі — монумент «Астана Байтерек», на другому плані зліва направо. Резиденція Президента Республіки Казахстан «Ақорда», Палац миру та злагоди та монумент Незалежності, по периферії у верхній частині аверсу розміщено текст — «АСТАНА», внизу «20 ЖЫЛ», між текстами з бокових частин зображено національний орнамент.
На зворотному боці (реверсі) медалі зображення кола, по центру якого розташований напис діаметром 25 мм «ҚАЗАҚСТАН РЕСПУБЛИКАСЫ 2018», по периферії реверсу виконано національний орнамент.
Усі зображення та написи на ювілейній медалі опуклі, блискучі на матованому фоні. Ювілейна медаль за допомогою вушка та кільця з'єднується із прямокутною колодкою шириною 32 мм та висотою 50 мм. Колодка обтягнута шовковою стрічкою муарової блакитного кольору шириною 32 мм. З лівого боку стрічки проходить смуга червоного кольору завширшки 7 мм, праворуч від якої проходять дві жовті смужки завширшки 3 мм. Відстань між жовтими смужками 1 мм. На звороті колодки є шпилька з візорним замком, за допомогою якої виріб кріпиться до одягу.
Медаль виготовлена на Казахстанському монетному дворі у місті Усть-Каменогорськ .